# Первитинский краеведческий музей
Первитинский краеведческий музей — краеведческий музей в селе Первитино Лихославльского района Тверской области.
Основан в 1981 году. Создателем музея является полковник Иван Васильевич Зорин, сын первого председателя колхоза им. Дзержинского Василия Никандровича Зорина, первый «Почетный гражданин Лихославльского района». Фронтовик, за плечами которого четыре ранения и 35 лет службы в Вооруженных силах страны, преподаватель Военной академии тыла и транспорта в Ленинграде, школьный учитель истории, он посвятил свою жизнь краеведению и сохранению исторического наследия. Сегодня музей носит его имя.

## Экспозиция и коллекция музея
Материалы музея рассказывают о людях и трёхсотлетней истории села Первитино, а также некоторых близлежащих деревень и усадеб Тверского края. Основная часть экспозиции музея посвящена истории XX века. Еще в 1904 г. в Первитине был создан социал-демократический кружок, в нем активно участвовали крестьяне села и окрестных деревень. Материалы музея рассказывают о крестьянском движении 1905-1910 годов, о событиях революции 1917 года, образовании в 1918 году в Первитине коммуны, а в начале 1930-х колхоза имени Ф. Дзержинского.
Особый раздел экспозиции посвящён ратному и трудовому подвигу земляков в годы Великой Отечественной войны. Из 500 жителей Первитина и окрестных деревень, ушедших на фронт, не вернулись домой 330.  Материалы музея рассказывают о подвиге лётчика Алексея Севастьянова (1917-1942), Героя Советского Союза, совершившего первый ночной таран в небе над Ленинградом в ноябре 1941 года. В 1966 году в Первитине был открыт памятник А. Т. Севастьянову работы скульптора Александра Чернецкого. Рядом с памятником расположена мемориальная стела, поставленная в 1984 г. в честь земляков, погибших в годы Великой Отечественной войны, их фамилии  запечатлены на стеле. В музее экспонируется подлинный пулемёт Севастьянова, найденный в 1971 году вместе с останками лётчика и его самолёта.
Отдельная экспозиция рассказывает о представителях дворянских родов Шишковых и Хвостовых, владевших Первитиным в XVIII – XX веках, об историческом ансамбле усадьбы Первитино, включающем главный усадебный дом постройки первой половины XIX века, трёхпрестольную Троицкую церковь с росписями 1794 года, башни церковной ограды и остатки парка, и являющемся памятником истории и культуры федерального значения.Эти архитектурные памятники расположены в пешей доступности от музея.
После проведённой масштабной реконструкции Первитинский музей вновь распахнул свои двери 28 марта 2015 года.

## Адрес и проезд
Адрес: Тверская обл., Лихославльский район, дер. Первитино, ул. Севастьянова дом 14. Тел.: +7 (910) 934-18-82. Посещение по предварительной записи. Проезд от Лихославля 15 км, дважды в день рейсовый автобус.

## Галерея

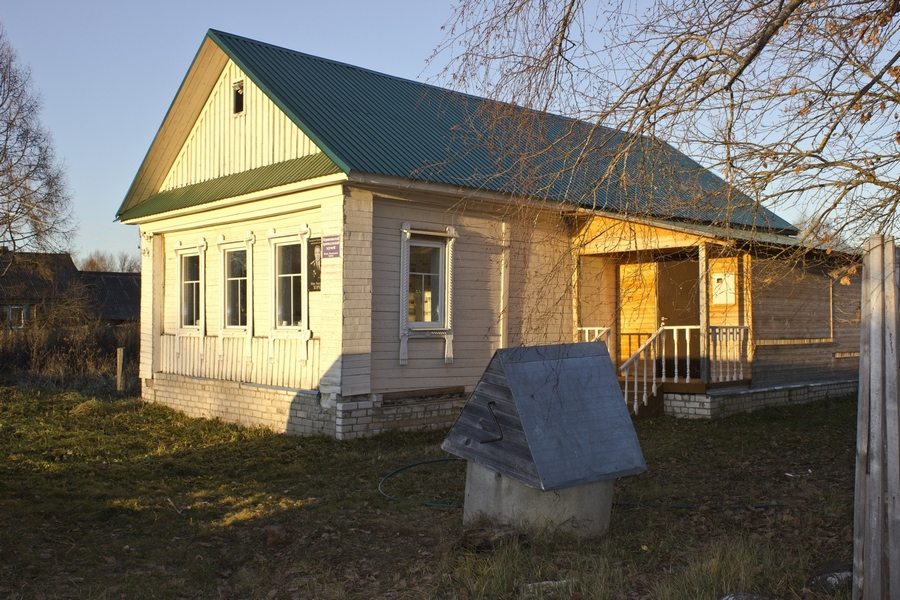
Здание краеведческого музея в Первитине.
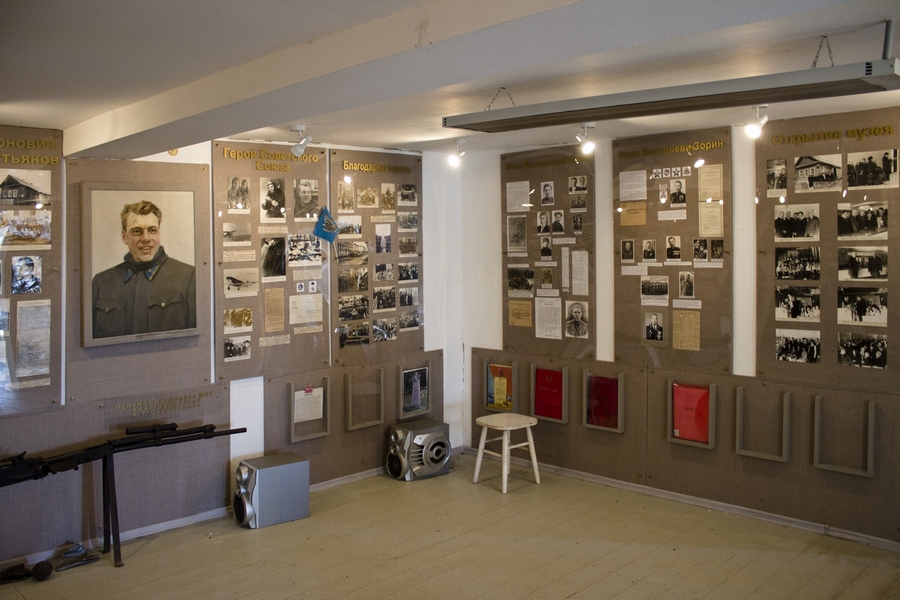
Фрагмент экспозиции первитинского краеведческого музея.
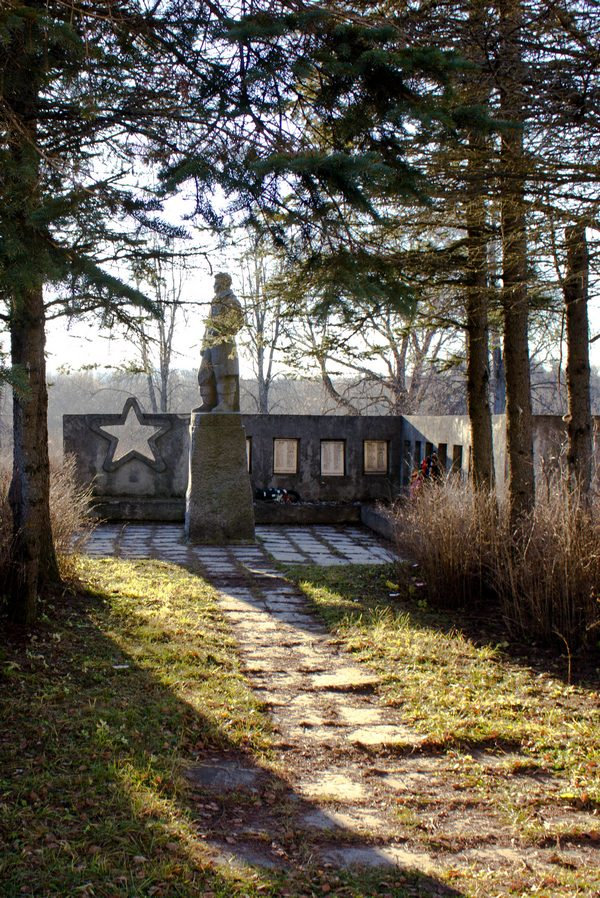
Военный мемориал и памятник Герою Советского Союза А. Т. Севастьянову в Первитине.
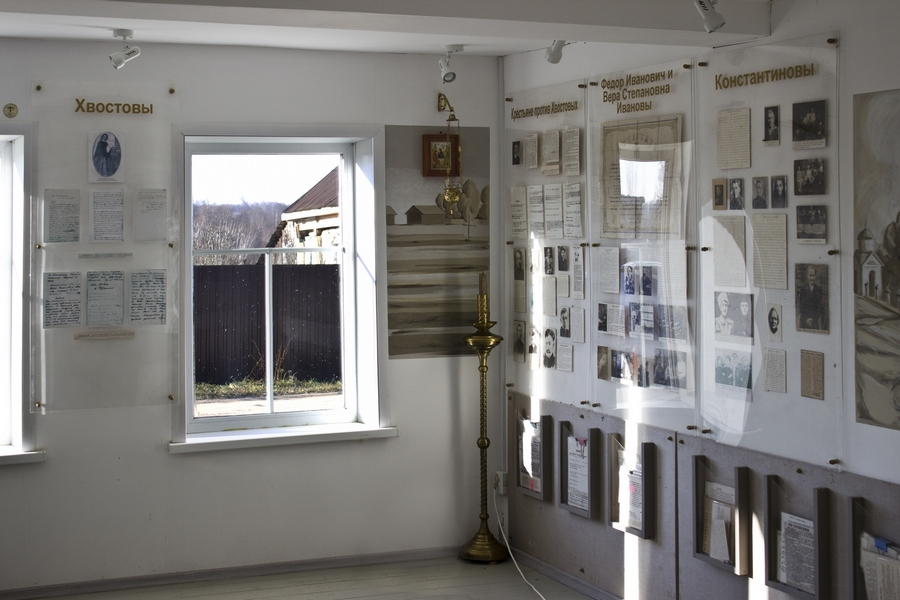
Фрагмент экспозиции первитинского краеведческого музея.